# Kapel Christus Predikt in de Wildernisse

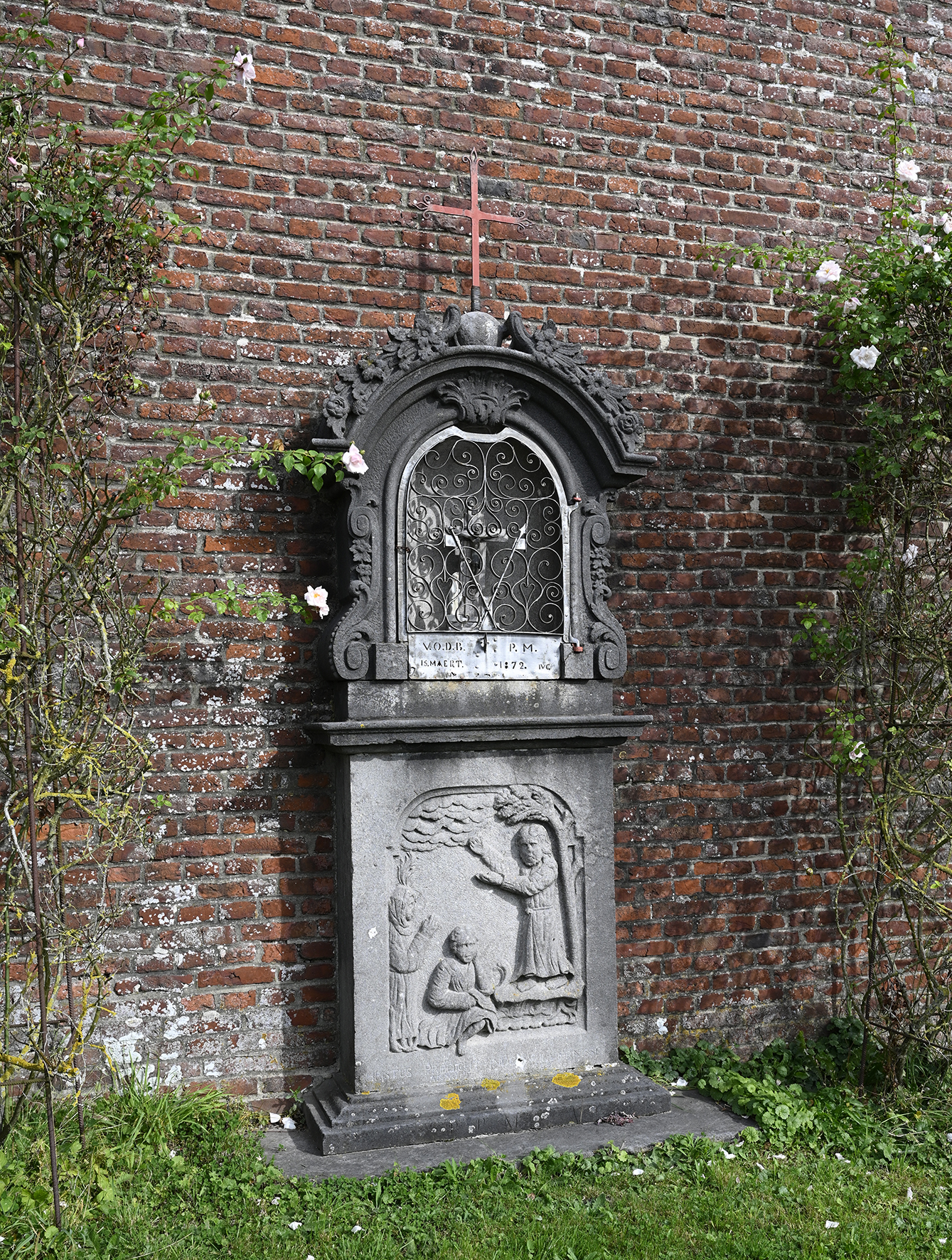
Kapel Christus Predikt in de Wildernisse

De Kapel Christus Predikt in de Wildernisse is een muurkapel in Galmaarden, gebouwd in 1768. De kapel ontleent zijn naam aan de inscriptie: "Christus predicht inde wildernisse". Voor de kapel hangt een smeedijzeren hekje uit 1872 met inscriptie "VODB" (Vanopdenbosch) en "PPM" (Petrus Plasman). In de kapel staat een Christusfiguur met uitgestrekte armen boven het hoofd van een zittend persoon, met daarnaast een rechtstaand figuur.
De kapel staat in het vroegere gehucht Wilderen van de gemeente Galmaarden, tegen de blinde kopgevel van een boerderij in een S-bocht van de Waterschaapstraat. Ze wordt door de inwoners ook wel "'t Kapelleken van Wilderen" genoemd. Ertegenover, in de andere lus van de S-bocht, bevindt zich een kleinere muurkapel.